# Pilargis berkeleyae
Pilargis berkeleyae är en ringmaskart som beskrevs av Monro 1933. Pilargis berkeleyae ingår i släktet Pilargis och familjen Pilargidae.
Artens utbredningsområde är Mexikanska golfen. Inga underarter finns listade i Catalogue of Life.